# Schefflera coriacea
Schefflera coriacea är en araliaväxtart som först beskrevs av Élie Marchal och Everard Ferdinand im Thurn, och fick sitt nu gällande namn av Hermann August Theodor Harms. Schefflera coriacea ingår i släktet Schefflera och familjen araliaväxter. Inga underarter finns listade.